# Martin Fedor
Mgr. Martin Fedor (* 4. března 1974 Považská Bystrica) je slovenský politik, v roce 2006 ministr obrany Slovenska v druhé vládě Mikuláše Dzurindy, poslanec Národní rady SR za SDKÚ-DS a místopředseda této strany.

## Biografie
V letech 1992-1997 vystudoval obor mezinárodní vztahy a politologie na Univerzitě Komenského. V letech 1998-2002 absolvoval kurzy a pracovní stáže v USA, Německu a v letech 2002-2003 postgraduálně studoval obor European Economic and Public Affairs na Dublin European Institute. Od roku 1995 se podílel na programu amerického International Republican Institute. V období let 1998-2000 působil jako ředitel kanceláře předsedy vlády Slovenské republiky a v letech 2000-2002 byl ředitelem oddělení mezinárodních vztahů strany SDKÚ. Od roku 2000 byl vedoucím sekce zahraniční politiky a integrace SDKÚ a do roku 2002 zastával post místopředsedy její mládežnické organizace Nová generácia. Během roku 2003 pracoval na konzulárním oddělení slovenské ambasády v Dublinu, podílel se na vzniku Slovensko-irské společnosti. V červnu 2003 nastoupil na pozici státního tajemníka Ministerstva obrany SR. V období únor - červenec 2006 byl ministrem obrany Slovenska ve druhé vládě Mikuláše Dzurindy.
V slovenských parlamentních volbách roku 2006 byl zvolen do Národní rady SR za SDKÚ. Mandát obhájil v parlamentních volbách roku 2010 i parlamentních volbách roku 2012. V SDKÚ působil jako místopředseda strany a předseda její regionální organizace pro Trenčínský kraj. V roce 2014 vystoupil z SDKÚ-DS a stal se členem nově vzniklé strany #SIEŤ, za kterou byl v parlamentních volbách roku 2016 zvolen znovu poslancem. V srpnu téhož roku spolu s dalšími kolegy #SIEŤ opustil a stal se jako nestraník členem poslaneckého klubu MOST-HÍD. V září 2019 klub opustil, čímž vládní koalice ztratila v parlamentu většinu, a vstoupil do strany DOBRÁ VOĽBA. Za tuto stranu kandidoval v parlamentních volbách roku 2020 z 9. místa kandidátky, ale vzhledem k tomu, že strana získala pouze 3,06 % hlasů, poslanecký mandát již neobhájil.
Je ženatý, má dvě děti.